# Abu Muhammad al-'Adnani
Ṭāhā Ṣubḥī Falāḥa (in arabo ﻃـﻪ ﺻﺒﺤﻲ فلاحة‎?; Binnish, 1977 – Governatorato di Aleppo, 30 agosto 2016) è stato un militare, terrorista Jihadista di Da'esh, siriano, noto con il nome di battaglia Abū Muḥammad al-ʿAdnānī (in arabo أبو محمد العدناني‎?) e stretto collaboratore di Abū Bakr al-Baghdādī.
Secondo il Consiglio di sicurezza delle Nazioni Unite e il Dipartimento di Stato statunitense era il portavoce ufficiale di Da'esh, di cui era un militante veterano. Era sospettato di essere stato uno degli organizzatori degli attentati che hanno provocato circa 130 morti a Parigi il 13 novembre del 2015.

## Biografia
Al-ʿAdnānī era nativo di Binnish, nella Siria occidentale ma si era ormai trasferito a Haditha (Governatorato di al-Anbar, nell'Iraq occidentale).

### L'EMNI dello Stato Islamico
Al-ʿAdnānī è stato uno dei primi "combattenti stranieri" (foreign fighters) a raggiungere l'insurrezione irachena (2003–2011), per combattere in armi le forze della Coalizione multinazionale a guida statunitense. Nel maggio del 2005 fu arrestato dalle forze della Coalizione nel Governatorato di al-Anbar in Iraq, sotto il falso nome di “Yāser Khalaf Ḥusayn Naẓal al-Rāwī”, prima di essere rimesso in libertà nel 2010. Nel dicembre del 2012, un ufficiale dell'Intelligence irachena ha rivelato che altri suoi alias erano “Abū Muḥammad al-ʿAdnānī, Ṭāhā al-Banshī, Jāber Ṭāhā Falāḥ, Abū Bakr al-Khaṭṭāb e Abū Ṣādeq al-Rāwī.”
Nel giugno 2014 annunciò ufficialmente la nascita dello Stato Islamico dell'Iraq e del Levante. Secondo fonti statunitensi al-'Adnani assunse la guida dell'Emni, i servizi segreti esteri dello Stato Islamico. Al-'Adnani avrebbe quindi organizzato stragi e attacchi all'estero, in particolare era sospettato di aver diretto gli attentati del 13 novembre 2015 a Parigi e del 22 marzo 2016 a Bruxelles.
Il 15 agosto 2014 il Consiglio di Sicurezza dell'ONU approvò il suo inserimento nella lista di individui ed enti stilato dal "Comitato per le sanzioni ad al-Qāʿida", assoggettati a sanzioni finanziarie e all'embargo di armamenti, in base al dettato del paragrafo 1 della Risoluzione del Consiglio di Sicurezza n. 2161 del 2014, adottato in osservanza del Capitolo VII della Carta delle Nazioni Unite. Il 18 agosto 2014 il Dipartimento di Stato statunitense ha inserito al-ʿAdnānī nell'elenco dei "Specially Designated Global Terrorist".
Il 22 settembre 2014 al-ʿAdnānī pronunciò un importante discorso, intitolato 'Invero, il tuo Signore è sempre attento', che rappresentava la prima istruzione ufficiale fornita da Da'esh ai suoi sostenitori di uccidere i miscredenti nei Paesi occidentali. Al-ʿAdnānī disse in tale occasione:
Se puoi uccidere un miscredente americano o europeo – specialmente un malvagio e sozzo Francese – o un Australiano, o un Canadese, oppure ogni altro miscredente che fa la guerra, inclusi i cittadini dei Paesi che sono entrati in una coalizione contro lo Stato Islamico, fai affidamento ad Allah e uccidilo in ogni modo o maniera possano esserci. Schiaccia la sua testa con una pietra, o sgozzalo con un coltello, o investilo con la tua vettura, o precipitalo da un luogo elevato, o soffocalo, o avvelenalo.
Fu ucciso il 30 agosto 2016 e la notizia fu immediatamente confermata dallo Stato Islamico dell'Iraq e del Levante La vettura sulla quale viaggiava fu probabilmente colpita da un drone USA.